# صدر الدين موسى
صدر الدين موسى (بالفارسية: شیخ صدرالدین موسی) (1305م-1391م) ابن صفي الدين الأردبيلي وخليفته في مشيخة الطريقة الصفوية .والدته هي بيبي فاطمة ابنة زاهد الجيلاني.تولى صدر الدين مشيخة الطريقة الصفوية مدة 59 عاماً عاصر خلالها غزو تيمورلنك لإيران .
حظيت نشاطات الصفويين بإستحسان تيمور لنك الذي منح صدر الدين موسى منحة مالية لبناء ضريح للشيخ صفي الدين الأردبيلي.
توسط صدر الدين لدى تيمور لنك لإطلاق سراح التركمان الذين أسروا في ديار بكر فقبل تيمور بذلك وأطلق سراحهم فغدا التركمان من الأتباع المخلصين لصدر الدين وأصبحوا عماد قوة الطريقة الصفوية وفيما بعد الدولة الصفوية .
توفي صدر الدين موسى في أردبيل ودفن جوار والده في مجمع ضريح وتكية الشيخ صفي الدين .
خلفه إبنه الخواجة علي مشيخة الطريقة الصفوية .